# Magdalena Maleeva
Magdalena Georgieva Maleeva (Sófia, 1 de abril de 1975) é uma ex-tenista profissional búlgara.